# ヤマダイ (スーパーマーケット)
ヤマダイは愛知県のスーパーマーケットチェーン。「おいしさと安全の追求」をテーマとする。

## 店舗一覧
2019年（平成31年）4月現在、本社の所在する愛知県名古屋市緑区を中心に、同市南区および瑞穂区にかけて7店舗を展開している。
- ヤマダイVerde鳴海駅店
- ヤマダイ鳴海店
- ヤマダイ笠寺店
- ヤマダイ呼続店
- ヤマダイアオヤマ店
  - 旧ナフコ北頭店であった。
- ヤマダイ瑞穂店
- ヤマダイうばこ店
  - スーパーサンユーから変更。

## 移動販売
2019年（平成31年）4月11日より移動スーパー事業を開始している。ヤマダイVerde鳴海駅店の半径5キロメートル圏を範囲として、3ルートを週2回巡回するもので、顧客としては移動手段をもたない高齢者を想定しており、緑警察署と連携し、防犯情報のチラシの配布も実施する。開始時の巡回先は120ヶ所を超えており、将来的なエリア拡大も検討している。

## 補足
茨城県に本社がある即席麺『ニュータッチ』で有名な『ヤマダイ』と、三重県に本社がある食品メーカー『ヤマダイ食品』は関係ない。

### WEB
1. ↑  “会社概要”.   ヤマダイ. 2019年4月17日閲覧。

### 新聞
1. 1 2 3  松野穂波 (2019年4月12日). “移動販売車 防犯もお届け スーパーヤマダイ、緑署と連携”. 中日新聞朝刊市民版:  p. 16